# Az-Zarka (muhafaza)
Muhafaza Az-Zarka (arab. محافظة الزرقاء) – prowincja (muhafaza) w Jordanii w północnej części kraju. Stolicą administracyjną jest Az-Zarka.
Populacja w roku 2010 szacowana była na około 910 tys. mieszkańców na powierzchni 4761 km².
Główne miasta prowincji to:
- Az-Zarka – stolica;
- Ar-Rusajfa;
- Muchajjam Hittin